# Grindsted
Grindsted é um município da Dinamarca, localizado na região sudoeste, no condado de Ribe.
O município tem uma área de 382 km² e uma população de 17 438 habitantes, segundo o censo de 2004.